# Two Hearts Beat as One

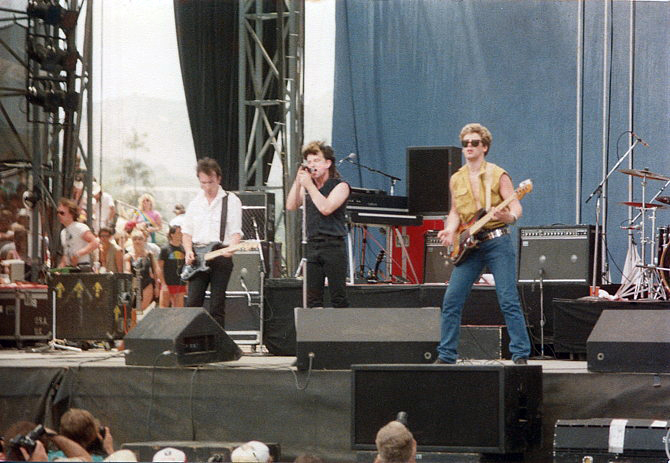
U2 (1983)

Two Hearts Beat as One ist ein Song der Rockband U2. Er erschien 1983 auf ihrem Album War und wurde im März des Jahres als zweite Single daraus veröffentlicht. 

## Komposition
Two Hearts Beat as One beginnt mit einer Bassline von Adam Clayton.

## Musikvideo
Das Musikvideo wurde im März 1983 auf dem Montmartre in Paris gefilmt und zeigt die Band bei der Aufführung des Songs. Ein Akrobat und andere Szenen mit Peter Rowen (der Junge, der auf dem Albumcover von War zu sehen ist).  